# ناحیه بایلیس، شهرستان پوپ، آرکانزاس
ناحیه بایلیس، شهرستان پوپ، آرکانزاس (به انگلیسی: Bayliss Township) یک منطقهٔ مسکونی در ایالات متحده آمریکا است که در شهرستان پوپ، آرکانزاس واقع شده‌است. ناحیه بایلیس ۷۰۸ نفر جمعیت دارد و ۱۹۳٫۸۶ متر بالاتر از سطح دریا واقع شده‌است.